# Valdobbiadene
Valdobbiadene település Olaszországban, Veneto régióban, Treviso megyében. Lakosainak száma 9973 fő (2023. január 1.). Valdobbiadene Alano di Piave, Borgo Valbelluna, Pederobba, Vidor, Farra di Soligo, Miane, Quero Vas és Segusino községekkel határos.

## Népesség
A település népességének változása:
| Lakosok száma | 10 409 | 10 349 | 9973 |
|               | 2017   | 2018   | 2023 |

## Testvérvárosok
- Mór, Magyarország